# Caecidotea barri
Caecidotea barri е вид ракообразно от семейство Asellidae. Видът е застрашен от изчезване.

## Разпространение
Разпространен е в САЩ.